# Wapen van Gassel

Wapen van Gassel

Het wapen van Gassel werd op 16 juli 1817 bij besluit van de Hoge Raad van Adel aan de toenmalige Noord-Brabantse gemeente Gassel bevestigd. Op 1 augustus 1942 ging Gassel op in de gemeente Beers, waarmee het wapen kwam te vervallen. In het wapen van Beers werden geen elementen uit het wapen van Gassel opgenomen, wel een verwijzing naar een ouder wapen van Gassel. Sinds 1 januari 1994 valt Gassel onder de gemeente Grave.

## Blazoenering
De blazoenering bij het wapen luidt als volgt:
Van lazuur beladen met het beeld van de Heilige Johannes de Evangelist van goud.
In het wapenregister is geen beschrijving opgenomen; deze is later toegevoegd. De heraldische kleuren zijn goud op blauw. Dit zijn de rijkskleuren. 

## Geschiedenis
Het is onduidelijk waarop het wapen van Gassel is gebaseerd. Op zegels uit de zeventiende eeuw staat een heilige met een tau-kruis afgebeeld, vermoedelijk St. Antonius. Het tau-kruis is dan ook in het wapen van Beers opgenomen nadat Gassel aan deze gemeente werd toegevoegd. Waarschijnlijk werden bij de aanvraag geen kleuren gespecificeerd, waardoor het wapen is verleend in de rijkskleuren.
Aalburg
· Aalst
· Aarle-Rixtel
· Alem 
· Alem, Maren en Kessel
· Almkerk
· Alphen en Riel
· Andel
· Baardwijk
· Bakel en Milheeze
· Beek en Donk
· Beers
· Berghem
· Berkel-Enschot
· Berlicum
· Besoyen
· Beugen en Rijkevoort
· Bladel en Netersel
· Bokhoven
· Borkel en Schaft
· Boxmeer
· Budel
· Capelle
· Chaam
· Cromvoirt
· Cuijk
· Cuijk en Sint Agatha
· De Werken en Sleeuwijk
· Den Dungen
· Deurne en Liessel
· Dieden, Demen en Langel
· Diessen
· Dinteloord (en Prinsenland)
· Dinther
· Dommelen
· Drongelen, Haagoort, Gansoijen en Doeveren
· Drunen
· Duizel en Steensel
· Dussen
· Eersel
· Eethen
· Emmikhoven en Waardhuizen
· Empel en Meerwijk
· Engelen
· Erp
· Esch
· Escharen
· Fijnaart en Heijningen
· Gassel
· Geffen
· Geldrop
· Gemert
· Genderen
· Gestel en Blaarthem
· Giessen
· Ginneken en Bavel
· Grave
· 's Gravenmoer
· Haaren 
· Halsteren
· Haps
· Haren en Macharen
· Hedikhuizen
· Heesch
· Heeswijk
· Heeswijk-Dinther
· Heeze
· Helvoirt
· Herpt
· Hoeven
· Hooge en Lage Mierde
· Hooge en Lage Zwaluwe
· Hoogeloon, Hapert en Casteren
· Huijbergen
· Kessel
· Klundert
· Landerd
· Leende
· Liempde
· Lierop
· Lieshout
· Linden
· Lith
· Luyksgestel
· Maarheeze
· Maasdonk
· Maashees en Overloon
· Made en Drimmelen
· Maren
· Meeuwen
· Megen, Haren en Macharen
· Mierlo
· Mill en Sint Hubert
· Moergestel
· Nederwetten en Eckart
· Nieuw-Ginneken
· Nieuw-Vossemeer
· Nieuwkuijk
· Nistelrode
· Nuenen en Gerwen
· Nuland
· Oeffelt
· Oerle
· Oijen en Teeffelen
· Oost-, West- en Middelbeers
· Oploo, Sint Anthonis en Ledeacker
· Ossendrecht
· Oud en Nieuw Gastel
· Oudenbosch
· Oudheusden
· Princenhage
· Prinsenbeek
· Putte
· Raamsdonk
· Ravenstein
· Reek
· Reusel
· Riethoven
· Rijsbergen
· Rijswijk
· Roosendaal en Nispen
· Rosmalen
· Sambeek
· Schaijk
· Schijndel
· Sint Anthonis
· Sint-Michielsgestel
· Sint-Oedenrode
· Soerendonk, Sterksel en Gastel
· Sprang
· Sprang-Capelle
· Standdaarbuiten
· Stiphout
· Stratum
· Strijp
· Terheijden
· Teteringen
· Tongelre
· Uden
· Udenhout
· Veen
· Veghel
· Veldhoven en Meerveldhoven
· Velp
· Vessem, Wintelre en Knegsel
· Vierlingsbeek
· Vlierden
· Vlijmen
· Vrijhoeve-Capelle
· Wanroij
· Waspik
· Werkendam
· Westerhoven
· Wijk en Aalburg
· Willemstad
· Woensel (en Eckart)
· Woudrichem
· Wouw
· Zeeland
· Zesgehuchten
· Zevenbergen